# Bristol Jupiter
El Bristol Jupiter fue un motor radial británico de nueve cilindros en estrella simple, construido por la firma Bristol Aeroplane Company. Originalmente diseñado a finales de la Primera Guerra Mundial, una larga serie de actualizaciones y mejoras lo convirtieron en uno de los motores más finos de su época. Fue ampliamente utilizado en numerosos modelos de aviones durante los años 20 y 30. Miles de motores Jupiter de todas las variantes fueron producidos, tanto por Bristol como en el extranjero bajo licencia. Una versión del Jupiter con turbocompresor conocida como Orion sufrió problemas de desarrollo y fue producido sólo en pequeñas cantidades.

## Diseño y desarrollo
El Jupiter fue diseñado durante la Primera Guerra Mundial por el ingeniero aeronáutico Roy Fedden para el fabricante de motores  Straker-Squire (también conocida como Brazil Straker) y más tarde Cosmos Engineering, una empresa de fabricación de automóviles y autobuses que se había diversificado en la reparación y fabricación de motores de aviación. La compañía fue una de las primeras en quedar bajo el control del Almirantazgo al comienzo de la I Guerra Mundial , y su diseñador principal Fedden y su dibujante Leonard Butler diseñaron dos motores durante la guerra; el Mercury de 14 cilindros y el Júpiter más grande de 9 cilindros . El primer Júpiter fue completado por Brazil Straker en 1918 y presentaba tres carburadores, cada uno alimentando tres de los nueve cilindros del motor a través de un deflector en espiral alojado dentro de la cámara de inducción.
Debido a la caída en las ventas a causa del fin de la guerra, Cosmos Engineering entró en liquidación en 1920, y fue absorbida con el beneplácito e interés del Air Ministry por la Bristol Aeroplane Company . Uno de los puntos fuertes de tal decisión fue el prometedor diseño del Júpiter y sus grandes posibilidades de desarrollo. El motor maduró hasta ser uno de los más confiables del mercado, siendo el primer motor enfriado por aire en pasar la prueba del Ministerio del Aire de plena potencia, el primero equipado con control automático y también en equipar aviones de línea. El Jupiter VII introdujo un turbocompresor comandado mecánicamente, y el Jupiter VIII fue el primero equipado con una caja reductora. La producción se inició en 1918 y finalizó en 1930.
El Jupiter era de diseño básicamente estándar, aunque, tenía cuatro válvulas por cilindro, una característica inusual para la época. Los cilindros se mecanizaron a partir de piezas forjadas de acero y las culatas de los cilindros de fundición se reemplazaron más tarde por unas de aleación de aluminio siguiendo los estudios del Royal Aircraft Establishment. En 1927, se realizó un importante cambio para pasar a un diseño de cabeza forjada debido a la alta tasa de rechazo de las piezas fundidas. El Júpiter VII introdujo un sobrealimentador accionado mecánicamente en el diseño, y el Júpiter VIII fue el primero en estar equipado con engranajes reductores.
En 1925, Fedden comenzó a diseñar un reemplazo para el Júpiter. El uso de una carrera más corta para aumentar las revoluciones por minuto (rpm) y la inclusión de un sobrealimentador para obtener mayor potencia dieron como resultado el Bristol Mercury de 1927. La aplicación de las mismas técnicas al motor original del tamaño de Júpiter en 1927 dio como resultado el Bristol Pegasus. Sin embargo, ninguno de ellos reemplazaría completamente al Júpiter durante algunos años.
En 1926, un Bristol Bloodhound con motor Júpiter registro G-EBGG completó un vuelo de resistencia de 25 074 millas (40 353 km), durante el cual el Júpiter funcionó durante un total de 225 h y 54 min sin fallos ni reemplazo de piezas.

## Producción bajo licencia
El Júpiter vio un uso generalizado en versiones con licencia, y catorce países finalmente produjeron el motor. En Francia, Gnome et Rhône produjo una versión conocida como Gnome-Rhône 9 Jupiter que se utilizó en varios diseños civiles locales, además de lograr cierto éxito de exportación. Siemens & Halske obtuvo una licencia en Alemania y produjo varias versiones de mayor potencia, lo que finalmente resultó en el Bramo 323 Fafnir, que se usó en algunos modelos militares de la Luftwaffe. En Japón, el Júpiter fue construido bajo licencia a partir de 1924 por Nakajima Hikōki K.K, formando la base de su propio diseño posterior del motor aeronáutico radial, Nakajima Kotobuki Ha-1. Fue producido bajo licencia en Polonia en primera instancia por la filial de la firma checa Skoda, Polskie Zaklady Skodyà y, más tarde por Państwowe Zakłady Lotnicze -PZL como PZL-Bristol Jupiter. En Italia como Alfa Jupiter y más tarde los desarrollos Alfa Romeo 125RC/126RC. En Checoslovaquia fue fabricado por Walter Engines. La versión más producida fue en la Unión Soviética, donde su versión Shvetsov M-22 impulsó el prototipo TsKB-12 y la versión inicial del Polikarpov I-16 Tipo 1 (55 unidades). Los Polikarpov Tipo 1 se pueden identificar por su falta de colillas de escape, carenado NACA redondeado y falta de persianas en el carenado, características que se introdujeron en el Tipo 5 con motor Shvetsov M-25 y variantes posteriores.

## Variantes
El Jupiter fue producido en muchas variantes, una de las cuales fue la Bristol Orion de 1926. Problemas con la metalúrgica de este motor turbocomprimido motivaron que el proyecto se abandonara después que se construyeran sólo nueve motores.
Straker-Squire (Cosmos) Júpiter I
(1918) 400 hp (300 kW) (solo dos motores ensamblados)
Cosmos Júpiter II
(1918) 400 hp (300 kW) (un solo motor ensamblado)
Bristol Jupiter II
(1923) 400 hp (300 kW)
Bristol Jupiter III
(1923) 400 hp (300 kW)
Bristol Jupiter IV
(1926) 430 hp (320 kW); equipado con sincronización variable de válvulas y un carburador Bristol Triplex
Bristol Júpiter V
(1925) 480 hp (360 kW)

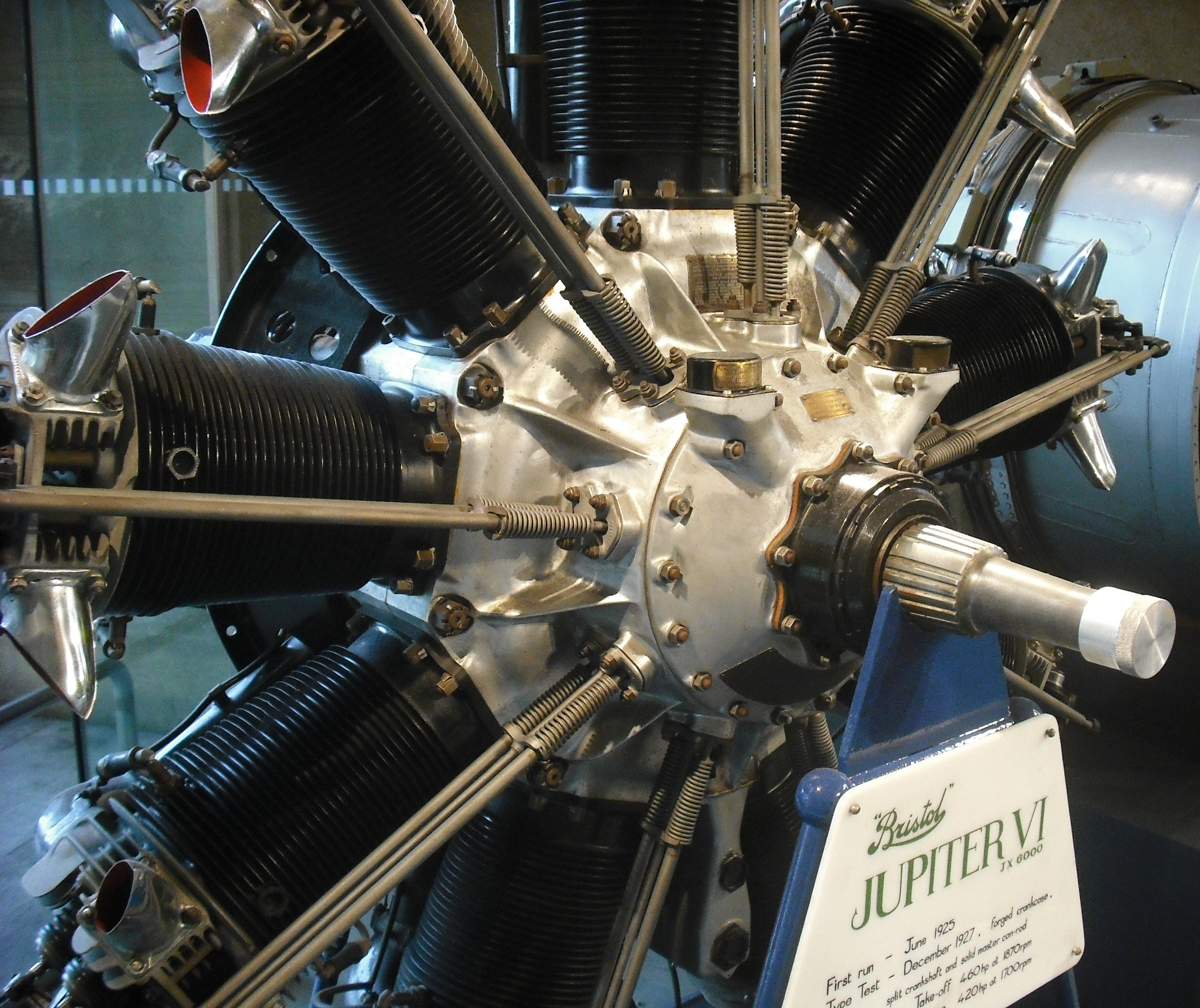
Bristol Jupiter VI
(1927) 520 hp (390 kW); producido en versiones de relación de alta (6,3:1) y baja (5,3:1) compresión
Bristol Júpiter VIA
(1927) 440 hp (330 kW); versión civil de Júpiter VI
Bristol Júpiter VIFH
(1932) 440 hp (330 kW); versión de Júpiter VI equipada con motor de arranque a gas
Bristol Jupiter VIFL (1932) 440 hp (330 kW); versión de Júpiter VI con relación de compresión de 5,15:1
Bristol Júpiter VIFM
(1932) 440 hp (330 kW); versión de Júpiter VI con relación de compresión de 5,3:1
Bristol Jupiter VIFS
(1932) 400 hp (300 kW); versión de Júpiter VI con relación de compresión de 6,3:1
Bristol Jupiter VII
(1928) 375 hp (280 kW); equipado con sobrealimentador, con relación de compresión de 5,3:1; también fabricado por Gnome-Rhone como 9ASB

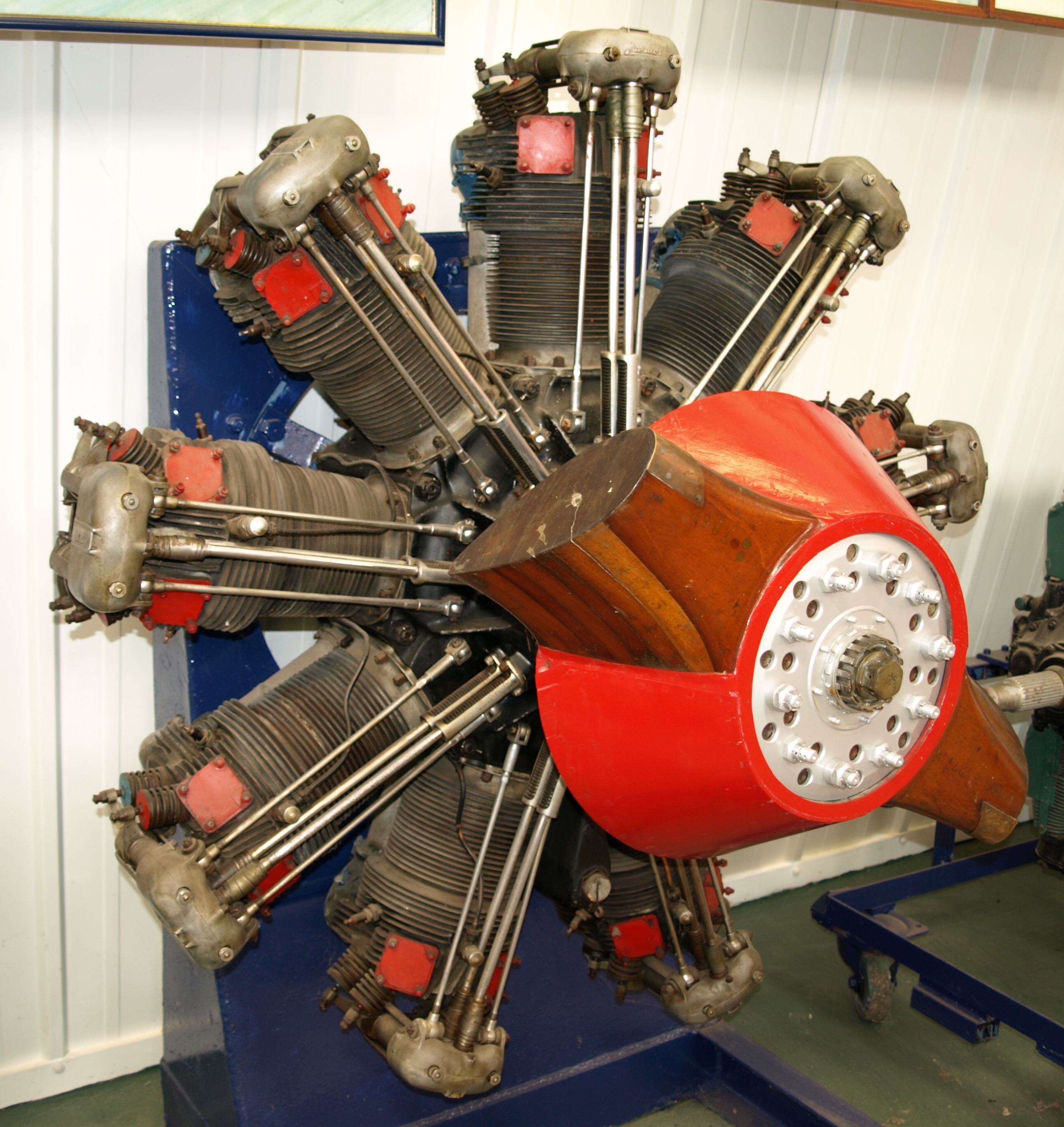
Bristol Jupiter VIIF
(1929) 480 hp (360 kW); versión de Júpiter VII con culatas forjadas
Bristol Jupiter VIIFP
(1930) 480 hp (360 kW); versión de Júpiter VII con lubricación de alimentación a presión a muñequeras
Bristol Jupiter VIII
(1929) 440 hp (330 kW); primera versión con engranaje reductor de hélice; [12] relación de compresión 6,3:1

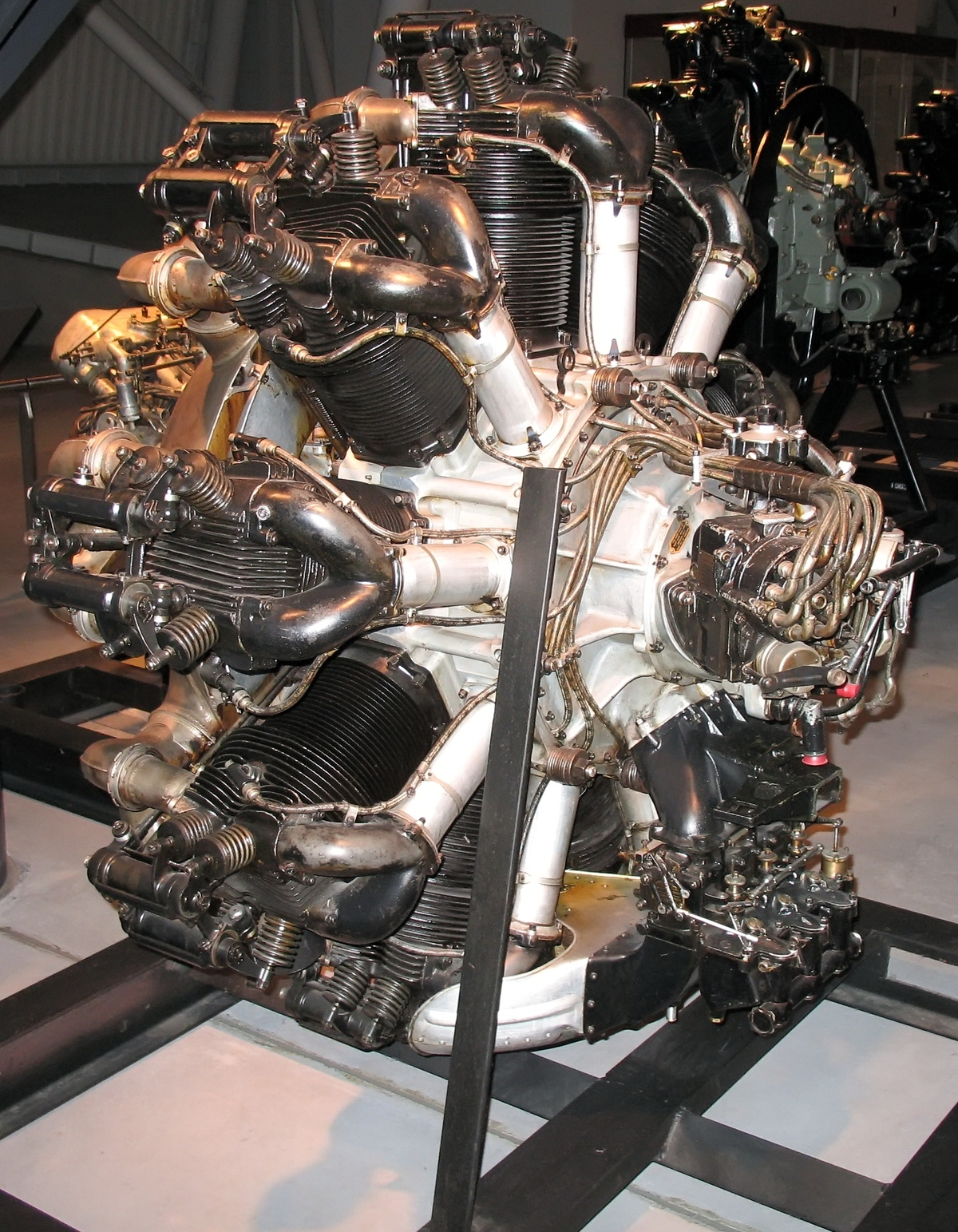
Bristol Jupiter VIIIF
(1929) 460 hp (340 kW); versión de Júpiter VIII con culatas forjadas y relación de compresión reducida (5,8:1)
Bristol Jupiter VIIIFP
(1929) 460 hp (340 kW); versión de Jupiter VIII con lubricación por alimentación a presión (el tiempo entre revisiones en esta etapa de desarrollo era de solo 150 horas debido a múltiples fallos)
Bristol Jupiter IX
480 hp (360 kW); relación de compresión 5.3:1
Bristol Júpiter IXF
550 hp (410 kW); versión de Jupiter IX con culatas forjadas
Bristol Jupiter X
470 hp (350 kW); relación de compresión 5.3:1
Bristol Jupiter XF
540 hp (400 kW; versión de Jupiter X con culatas forjadas
Bristol Jupiter XFA
483 hp (360 kW)
Bristol Jupiter XFAM
580 hp (430 kW)
Bristol Júpiter XFBM
580 hp (430 kW)
Bristol Jupiter XFS
Completamente sobrealimentado
Bristol Jupiter XI
Relación de compresión 5,15:1
Bristol Júpiter XIF
500 hp (370 kW); relación de compresión 5,15:1
Bristol Júpiter XIFA
480 hp (360 kW); versión de Jupiter XIF con relación de reducción de engranajes de hélice de 0,656:1
Bristol Júpiter XIFP
525 hp (391 kW); versión de Jupiter XIF con lubricación por alimentación a presión
Brístol Orión I
(1926) Júpiter III, turboalimentado, programa abandonado
Gnome-Rhône 9A Jupiter
Producción bajo licencia y desarrollo en Francia principalmente de las variantes 9A, 9Aa, 9Ab, 9Ac, 9Akx y 9Ad.
Siemens & Halske Sh 22
El Sh 22 fue el resultado de una serie de modificaciones al diseño original del Bristol Jupiter IV , que Siemens comenzó en 1929. Las primeras modificaciones fueron para "germanizar" las dimensiones, produciendo los Sh.20 y Sh.21; el diseño fue mejorado hasta para producir el Sh.22 de 950 hp (708 kW) en 1930. Tras la reorganización de su fabricante y el cambio en la nomenclatura militar, el motor pasó a ser conocido como Bramo 322.
Nakajima Kotobuki (Ha-1)
En Japón, el Júpiter fue fabricado bajo licencia a partir de 1924 por Nakajima Hikōki K.K
PZS Jupiter/PZL-Bristol Júpiter
Producción polaca bajo licencia por Polskie Zaklady Skodyà y más tarde por Państwowe Zakłady Lotnicze (PZL)
Alfa Júpiter
420 hp (310 kW). Producción bajo licencia y desarrollo en Italia por Alfa Romeo del Jupiter IV 
Alfa 125/126/127/128
Gama de motores de aviación basados en los diseños de Bristol Jupiter y Pegasus
Walter Júpiter
Licencia de producción en Checoslovaquia por Walter Engines
Shvetsov M-22
La versión más producida; fabricado bajo licencia de Gnome et Rhône en la Unión Soviética 
IAM 9AD
Licencia de producción del Gnome et Rhône 9A en Yugoslavia
SABCA Júpiter
Producción bajo licencia en Bélgica por Sociétés Anonyme Belge de Constructions Aéronautiques (SABCA)
Piaggio-Júpiter
Licencia de producción por la firma italiana Rinaldo Piaggio

## Aplicaciones
El Jupiter es bien conocido por equipar a los grandes cuatrimotores Handley Page HP.42 de Imperial Airways, que volaron la ruta Londres-París y al Lejano Oriente en los años 30. Otros usos civiles incluyeron entre otros, los de Havilland D.H. 61 Giant Moth , de Havilland DH.66 Hercules, el Junkers G 31 (del que evolucionó el famoso Ju 52), y el enorme barco volador Dornier Do X que inicialmente estuvo propulsado por seis pares de motores radiales Siemens Jupiter de 500 hp.
El uso militar fue menos común, pero incluyó al Bristol Bulldog de la empresa matriz, así como al Gloster Gamecock y el Boulton-Paul Sidestrand. También fue usado en prototipos en todo el mundo, desde Japón a Suecia.
Para 1929, el Bristol Jupiter había volado en 262 tipos de aviones diferentes,  se señaló en la prensa francesa en el Salón Aeronáutico de París de ese año que el Júpiter y sus versiones fabricadas bajo licencia propulsaban el 80 % de los aviones en exhibición.

### Cosmos Jupiter
- Bristol Badger
- Bristol Bullet
- Sopwith Schneider
- Westland Limousine

### Bristol Jupiter
- Avia BH-25
- Avia BH-33.1/BH-33E-SHS
- Boulton Paul Sidestrand
- Blackburn Ripon
- Bristol Bulldog
- Bristol Type 75
- Bristol Jupiter Fighter
- de Havilland DH.50
- de Havilland DH.66 Hercules
- de Havilland DH.61 Giant Moth
- Gloster Survey
- Fairey Flycatcher
- Fairey Night Bomber
- Fokker C.V
- Fokker F.VIIA
- Fokker F.VIII
- Gloster Gamecock
- Gloster Grebe
- Handley Page Hinaidi
- Handley Page HP.42 / 45
- Hawker Woodcock
- Junkers W 34
- Parnall Plover
- PZL P.6 / P.7
- Short Kent
- Short S.8 Calcutta/Rangoon
- Short Scylla
- Supermarine Seagull
- Supermarine Southampton
- Svenska Aero Jaktfalken
- Vickers F.21/26
- Vickers Type 143 Bolivian Scout
- Vickers Vespa
- Vickers Viastra
- Vickers Tipo 56 Victoria
- Vickers Tipo 121 Wibault Scout
- Westland Wapiti
- Westland-Houston PV.3

### Alfa Romeo Jupiter
- Caproni Ca.97
- IMAM Ro.1

### Gnome-Rhône 9A Jupiter
- Ansaldo AC.3
- Aero A.32
- Bernard 190
- Blériot-SPAD S.510
- Blériot-SPAD S.56
- Breguet 19
- Dewoitine D.9
- Gourdou-Leseurre LGL.32
- Fizir F1M-Jupiter
- Fokker F.IX
- Junkers G 31ce/de
- Lioré et Olivier LeO H-15
- Potez 29/4

## Shvetsov M-22
- Kalinin K-5
- Kalinin K-12
- Polikarpov I-5
- Polikarpov I-16 Tipo 1
- Tupolev I-4
- Yakovlev AIR-7[10]

### Siemens-Halske Sh.22
- Arado Ar 64
- Dornier Do 11
- Dornier Do J
- Dornier Do X
- Junkers W 34d/fao/hau
- Junkers G 31fe/G 31fi

### Polskie Zakłady Skody - PZS / PZL Jupiter
- PZL P.11

### Walter Jupiter
- Avia BH-33.2
- Avia F-IX
- Letov Š-31

## Especificaciones técnicas (Jupiter XFA)
Características generales
- Tipo: radial de 9 cilindros en una hilera
- Diámetro interior: 146 mm
- Carrera: 190 mm
- Desplazamiento: 28 700 c.c.
- Peso: 330 kg

Componentes
- Tren de válvulas: válvula de asiento superior, cuatro válvulas por cilindro, dos de admisión y dos de escape
- Sobrealimentador: velocidad única, etapa única
- Tipo de combustible: gasolina de 73-77 octanos
- Refrigeración: enfriado por aire

Rendimiento
- Potencia de salida:
- 550 hp (414 kW) a 2200 rpm a 3350 m (11 000 pies) - potencia máxima limitada a 5 min de funcionamiento
- 525 hp (391 kW) a 2000 rpm - máxima potencia continua a 3350 m (11 000 pies)
- 483 hp (360 kW) a 2000 rpm - potencia de despegue
- Potencia específica: 14,4 kW/l
- Relación de compresión: 5,3:1
- Relación potencia-peso: 0,92 kW/kg